# Vautebis
Vautebis é uma comuna francesa na região administrativa da Nova Aquitânia, no departamento de Deux-Sèvres. Estende-se por uma área de 7,26 km². Em 2010 a comuna tinha 114 habitantes (densidade: 15,7 hab./km²).